# منتخب بلجيكا لكرة القدم للسيدات
منتخب بلجيكا لكرة القدم للسيدات هو الممثل الرسمي لدولة بلجيكا في بطولات كرة القدم النسائية العالمية، ويقع تحت إدارة الاتحاد الملكي البلجيكي لكرة القدم.